# Nikola Bedeković Komorski
Nikola Bedeković Komorski, svećenik, zagrebački kanonik, rođen u Bedekovčini godine 1660. umro u Zagrebu godine 1773. Član je stare hrvatske plemićke obitelji Bedekovića Komorskih.

## Životopis
Školovao se u Zagrebu, Beču i Bologni. Po povratku u Hrvatsku najprije je služio kao župnik u Kašini i Oborovu. Godine 1699. imenovan je Zagrebačkim kanonikom.  Bio je rektor Hrvatskog kolegija u Beču (1702. – 1703.), čazmanski i varaždinski arhiđakon, te kapitularni vikar zagrebačkog biskupa Jurja Branjuga.

## Djelovanje
Nikola Bedeković je u Komoru (Donja Bedekovčina) 1720. godine dao sagraditi zidanu kapelu Sv. Barbare djevice i mučenice umjesto drvene kapele koju je dala sagraditi njegova baka Judita Puhakoci, a koja je pripadala župnoj crkvi u Začretju. Sljedećih godina kupuje posjede i svoje zamjenjuje s rođacima stvarajući nadarbinski posjed iz kojega će se izdržavati budući župnici. Dopuštenjem biskupa Jurja Branjuga, Nikola Bedeković 1727. godine postavlja prvog župnika Nikolu Careka i utvrđuje granice župe. Patronatsko pravo nad župom je doživotno zadržao za sebe, a nakon smrti je odredio da to budu unuci njegovog strica Gabrijela Bedekovića, Ignacije i Nikola.